# Giorgio Favaro
Giorgio Favaro (San Giorgio in Bosco, Pàdua, 5 de gener de 1944 - Mornago, Varese, 8 de desembre de 2002) va ser un ciclista italià, que fou professional entre 1966 i 1975. En el seu palmarès destaca el Giro de Toscana de 1969 i una etapa a la Tirrena-Adriàtica i el Tour de Romandia.

## Palmarès
- 1966 (amateur)
  - Vencedor d'una etapa al Tour de l'Avenir i 1r de la classificació de la muntanya
- 1968
  - Vencedor d'una etapa a la Tirrena-Adriàtica
- 1969
  - 1r al Giro de la Toscana
- 1972
  - Vencedor d'una etapa al Tour de Romandia

### Resultats al Giro d'Itàlia
- 1967. 57è de la classificació general
- 1968. Abandona
- 1969. 76è de la classificació general
- 1970. Abandona
- 1971. 71è de la classificació general
- 1972. Abandona
- 1973. 87è de la classificació general
- 1974. 83è de la classificació general
- 1975. 57è de la classificació general